# Гусева Гора
Гусева Гора — деревня в Новосельском сельском поселении Сланцевского района Ленинградской области.

## История
Деревня Гусева Горка упоминается на карте Санкт-Петербургской губернии Ф. Ф. Шуберта 1834 года.

ГУСЕВА ГОРА — деревня принадлежит князю Никите Дондукову-Корсакову, число жителей по ревизии: 37 м. п., 38 ж. п. (1838 год)

Как деревня Гусева Горка она отмечена на карте профессора С. С. Куторги 1852 года.

ГУСЕВА ГОРА — деревня князя Дондукова-Корсакова, по просёлочной дороге, число дворов — 9, число душ — 41 м. п. (1856 год)

ГУСЕВА ГОРА — деревня владельческая при речке Руденке, число дворов — 11, число жителей: 15 м. п., 41 ж. п. (1862 год) 

Сборник Центрального статистического комитетаа описывал её так:

ГУСЕВА ГОРА — деревня бывшая владельческая при речке Руденке, дворов — 19, жителей — 114; лавка. (1885 год)

В XIX — начале XX века деревня административно относилась к Выскатской волости 1-го земского участка 1-го стана Гдовского уезда Санкт-Петербургской губернии.
Согласно Памятной книжке Санкт-Петербургской губернии 1905 года деревня входила в 1-е Гусевское общество.

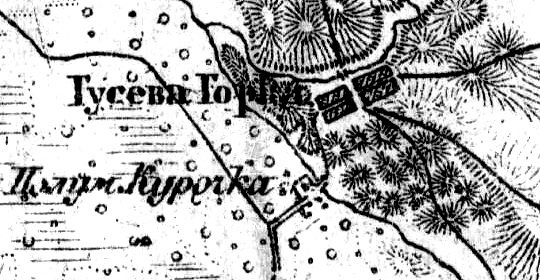
Деревня Гусева Гора на карте 1919 года

Согласно карте Петроградской и Эстляндской губерний 1919 года деревня называлась Гусева Горка.
В 1917 году деревня находилась в составе Выскатской волости Гдовского уезда.
С 1918 года, в составе Рудненской волости.
С 1922 года, в составе Гусевогорского сельсовета Доложской волости.
С 1926 года, в составе Рудненского сельсовета Выскатской волости.
С 1927 года, в составе Рудненского района.
В 1928 году население деревни составляло 136 человек.
По данным 1933 года деревня Гусева Гора входила в состав Рудненского сельсовета Рудненского района. С августа 1933 года, в составе Гдовского района.
С января 1941 года, в составе Сланцевского района.
Деревня была освобождена от немецко-фашистских оккупантов 3 февраля 1944 года.
С 1954 года, в составе Новосельского сельсовета.
С 1963 года, в составе Кингисеппского района.
По состоянию на 1 августа 1965 года деревня Гусева Гора входила в состав Новосельского сельсовета Кингисеппского района. С ноября 1965 года, вновь в составе Сланцевского района. В 1965 году население деревни составляло 129 человек.
По данным 1973 и 1990 годов деревня Гусева Гора входила в состав Новосельского сельсовета.
В 1997 году в деревне Гусева Гора Новосельской волости проживали 177 человек, в 2002 году — 149 человек (русские — 91 %).
В 2007 году в деревне Гусева Гора Новосельского СП проживали 177 человек, в 2010 году — 137 человек.

## География
Деревня расположена в юго-восточной части района к югу от автодороги 41К-020 (Сижно — Будилово — Осьмино).
Расстояние до административного центра поселения — 5 км.
Расстояние до ближайшей железнодорожной платформы Сланцы — 28 км.
Деревня находится на левом берегу реки Рудинка.

## Демография
| 1862 | 2007 | 2010 | 2017 |
| ---- | ---- | ---- | ---- |
| 56   | ↗177 | ↘137 | ↗264 |